# Polypodium linnei
Polypodium linnei là một loài dương xỉ trong họ Polypodiaceae. Loài này được Bory mô tả khoa học đầu tiên năm 1825.
Danh pháp khoa học của loài này chưa được làm sáng tỏ. 